# Sclerotium hydrophilum
Sclerotium hydrophilum är en svampart som beskrevs av Sacc. 1899. Sclerotium hydrophilum ingår i släktet Sclerotium och riket svampar.   Inga underarter finns listade i Catalogue of Life.